# Ігор Сейслінґ
Ігор Сейслінґ (нід. Igor Sijsling; нар. 18 серпня 1987) — колишній нідерландський тенісист.
Найвищу одиночну позицію світового рейтингу — 52 місце досяг 17 лютого 2014, парну — 37 місце — 6 січня 2014 року.
Здобув 1 парний титул.
Найвищим досягненням на турнірах Великого шолома був фінал в парному розряді.
Завершив кар'єру 2022 року.

## Фінали за кар'єру

### Фінали турнірів Великого шолома

#### Парний розряд: 1 (0–1)
| Результат | Рік  | Турнір                                 | Покриття | Партнер     | Суперники            | Рахунок  |
| --------- | ---- | -------------------------------------- | -------- | ----------- | -------------------- | -------- |
| Поразка   | 2013 | Відкритий чемпіонат Австралії з тенісу | Тверде   | Робін Гаасе | Боб Браян Майк Браян | 3–6, 4–6 |

### Фінали Туру ATP

#### Парний розряд: 4 (1–3)
| Легенда                                     |
| ------------------------------------------- |
| Турніри Великого шолома (0–1)               |
| Фінали Світового туру ATP (0–0)             |
| Серія Мастерс 1000 Світового Туру ATP (0–0) |
| Серія 500 Світового туру ATP (0–0)          |
| Серія 250 Світового туру ATP (1–2)          |

| Титули за покриттям |
| ------------------- |
| Тверде (1–2)        |
| Ґрунт (0–1)         |
| Трава (0–0)         |

| Титули за типом корту |
| --------------------- |
| Відкритий (1–3)       |
| Закритий (0–0)        |

| Результат | В-П | Дата     | Турнір                                            | Рівень       | Покриття | Партнер             | Суперники                     | Рахунок            |
| --------- | --- | -------- | ------------------------------------------------- | ------------ | -------- | ------------------- | ----------------------------- | ------------------ |
| Поразка   | 0–1 | Лип 2008 | Dutch Open, Нідерланди                            | Інтернешнл   | Ґрунт    | Єссе Гута Ґалунґ    | Франтішек Чермак Рогір Вассен | 5–7, 5–7           |
| Поразка   | 0–2 | Січ 2013 | Відкритий чемпіонат Австралії з тенісу, Австралія | Великий Шлем | Тверде   | Робін Гаасе         | Боб Браян Майк Браян          | 3–6, 4–6           |
| Поразка   | 0–3 | Лип 2013 | Colombia Open, Колумбія                           | Серія 250    | Тверде   | Едуар Роже-Васслен  | Пурав Раджа Дівідж Шаран      | 6–7(4–7), 6–7(3–7) |
| Перемога  | 1–3 | Лип 2013 | Відкритий чемпіонат Атланти, США                  | Серія 250    | Тверде   | Едуар Роже-Васселен | Колін Флемінг Джонатан Маррей | 7–6(8–6), 6–3      |

## Фінали ATP Челленджер і ITF Ф'ючерс

### Одиночний розряд: 38 (20–18)
| Легенда (одиночний розряд) |
| -------------------------- |
| Тур ATP Челленджер (7–10)  |
| Тур ITF Ф'ючерс (13–8)     |

| Фінали за покриттям |
| ------------------- |
| Тверде (10–14)      |
| Ґрунт (5–2)         |
| Трава (0–1)         |
| Килим (5–1)         |

| Результат | В-П   | Дата     | Турнір                                     | Рівень                | Покриття | Суперник                 | Рахунок                 |
| --------- | ----- | -------- | ------------------------------------------ | --------------------- | -------- | ------------------------ | ----------------------- |
| Перемога  | 1–0   | Лип 2006 | Нідерланди F3, Гергюговард                 | Ф'ючерс               | Ґрунт    | Стефан Ваутерс           | 7–6(7–2), 6–3           |
| Перемога  | 2–0   | Лип 2006 | Бельгія F2, Sint-Katelijne-Waver           | Ф'ючерс               | Ґрунт    | Стефан Ваутерс           | 6–4, 6–4                |
| Перемога  | 3–0   | Сер 2006 | Саранськ, Росія                            | Челленджер            | Ґрунт    | Фаррух Дустов            | 7–6(10–8), 6–4          |
| Поразка   | 3–1   | Кві 2007 | Італія F10, Кремона                        | Ф'ючерс               | Тверде   | Габрієль Трухільйо Солер | 2–6, 3–6                |
| Поразка   | 3–2   | Лис 2007 | Шрусбері, Велика Британія                  | Челленджер            | Тверде   | Ігор Куніцин             | 2–6, 4–6                |
| Перемога  | 4–2   | Лис 2008 | США F29, Гонолулу                          | Ф'ючерс               | Тверде   | Деніел Ю                 | 6–3, 7–6(7–3)           |
| Перемога  | 5–2   | Лис 2008 | Домініканська Республіка F2, Санто-Домінго | Ф'ючерс               | Тверде   | Андрій Куманцов          | 7–6(7–5), 4–6, 6–1      |
| Поразка   | 5–3   | Тра 2009 | Італія F8, Віченца                         | Ф'ючерс               | Ґрунт    | Франческо Альді          | 3–6, 6–4, 4–6           |
| Поразка   | 5–4   | Лип 2009 | Манчестер, Велика Британія                 | Челленджер            | Трава    | Олів'є Рохус             | 3–6, 6–4, 2–6           |
| Поразка   | 5–5   | Лис 2009 | Чхунчхон, Південна Корея                   | Челленджер            | Тверде   | Лу Єн-Сун                | 2–6, 3–6                |
| Поразка   | 5–6   | Бер 2010 | Велика Британія F4, Бат                    | Ф'ючерс               | Тверде   | Андрей Мартін            | 6–2, 2–6, 6–7(4–7)      |
| Перемога  | 6–6   | Чер 2010 | Норвегія F1, Геусдал                       | Ф'ючерс               | Тверде   | Ріккардо Гедін           | 7–5, ret.               |
| Перемога  | 7–6   | Лис 2010 | Еккенталь, Німеччина                       | Челленджер            | Килим    | Рубен Бемельманс         | 3–6, 6–2, 6–3           |
| Поразка   | 7–7   | Лис 2010 | Аахен, Німеччина                           | Челленджер            | Килим    | Дастін Браун             | 3–6, 6–7(3–7)           |
| Перемога  | 8–7   | Вер 2011 | Алфен, Нідерланди                          | Челленджер            | Ґрунт    | Ян-Леннард Штруфф        | 7–6(7–2), 6–3           |
| Перемога  | 9–7   | Лют 2012 | Кемпер, Франція                            | Челленджер            | Тверде   | Малік Джазірі            | 6–3, 6–4                |
| Перемога  | 10–7  | Лют 2012 | Вольфсбург, Німеччина                      | Челленджер            | Килим    | Єжи Янович               | 4–6, 6–3, 7–6(11–9)     |
| Поразка   | 10–8  | Лип 2012 | Гранбі, Канада                             | Челленджер            | Тверде   | Вашек Поспішил           | 6–7(2–7), 4–6           |
| Перемога  | 11–8  | Сер 2012 | Ванкувер, Канада                           | Челленджер            | Тверде   | Сергій Бубка             | 6–1, 7–5                |
| Поразка   | 11–9  | Жов 2013 | Монс, Бельгія                              | Челленджер            | Тверде   | Радек Штепанек           | 3–6, 5–7                |
| Поразка   | 11–10 | Січ 2014 | Гайльбронн, Німеччина                      | Челленджер            | Тверде   | Петер Гойовчик           | 4–6, 5–7                |
| Поразка   | 11–11 | Вер 2015 | Алфен, Нідерланди                          | Челленджер            | Ґрунт    | Дамір Джумхур            | 1–6, 6–2, 1–6           |
| Поразка   | 11–12 | Жов 2015 | Ренн, Франція                              | Челленджер            | Тверде   | Малік Джазірі            | 7–5, 5–7, 4–6           |
| Перемога  | 12–12 | Лис 2015 | Брешія, Італія                             | Челленджер            | Тверде   | Мірза Башич              | 6–4, 6–4                |
| Поразка   | 12–13 | Кві 2016 | Сен-Бріє, Франція                          | Челленджер            | Тверде   | Олександр Сидоренко      | 6–2, 3–6, 6–7(3–7)      |
| Поразка   | 12–14 | Вер 2017 | Франція F20, Плезір                        | Ф'ючерс               | Тверде   | Антуан Оан               | 6–4, 3–6, 4–6           |
| Перемога  | 13–14 | Лют 2018 | Німеччина F3, Каарст                       | Ф'ючерс               | Килим    | Марвін Меллер            | 6–2, 7–6(7–2)           |
| Перемога  | 14–14 | Бер 2018 | Франція F4, Тулуза                         | Ф'ючерс               | Тверде   | Ботік ван де Зандсхюлп   | 6–3, ret.               |
| Поразка   | 14–15 | Бер 2018 | Франція F5, Пуатьє                         | Ф'ючерс               | Тверде   | Антуан Оан               | 6–3, 1–6, 4–6           |
| Перемога  | 15–15 | Лют 2019 | M15 Каарст, Німеччина                      | Світовий тенісний тур | Килим    | Ботік ван де Зандсхюлп   | 6–1, 6–4                |
| Перемога  | 16–15 | Бер 2019 | M15 Шарм-еш-Шейх, Єгипет                   | Світовий тенісний тур | Тверде   | Gilbert Klier Junior     | 6–2, 3–6, 6–1           |
| Поразка   | 16–16 | Кві 2019 | M25 Болтон, Велика Британія                | Світовий тенісний тур | Тверде   | Ботік ван де Зандсхюлп   | 6–7(2–7), 7–6(8–6), 5–7 |
| Перемога  | 17–16 | Сер 2019 | M25 Дублін, Ірландія                       | Світовий тенісний тур | Килим    | Раян Пеністон            | 6–4, 7–6(10–8)          |
| Поразка   | 17–17 | Сер 2019 | M25 Чизік, Велика Британія                 | Світовий тенісний тур | Тверде   | Джек Драпер              | 4–6, 6–2, 3–6           |
| Поразка   | 17–18 | Бер 2020 | M25 Сандерленд, Велика Британія            | Світовий тенісний тур | Тверде   | Джек Драпер              | 2–6, 0–6                |
| Перемога  | 18–18 | Сер 2020 | M15 Алкмар, Нідерланди                     | Світовий тенісний тур | Ґрунт    | Джакопо Берреттіні       | 6–2, 6–1                |
| Перемога  | 19–18 | Вер 2020 | M25+H Плезір, Франція                      | Світовий тенісний тур | Тверде   | Жоан Себастьян Татло     | 7–6(7–5), 3–6, 7–6(7–4) |
| Перемога  | 20–18 | Жов 2020 | M25+H Родез, Франція                       | Світовий тенісний тур | Тверде   | Єлле Селс                | 6–3, 6–3                |

### Парний розряд: 24 (11–13)
| Легенда (парний розряд)  |
| ------------------------ |
| Тур ATP Челленджер (4–3) |
| Тур ITF Ф'ючерс (7–10)   |

| Фінали за покриттям |
| ------------------- |
| Тверде (5–7)        |
| Ґрунт (4–6)         |
| Трава (0–0)         |
| Килим (2–0)         |

| Результат | В-П   | Дата     | Турнір                            | Рівень                | Покриття | Партнер                | Суперники                                 | Рахунок                |
| --------- | ----- | -------- | --------------------------------- | --------------------- | -------- | ---------------------- | ----------------------------------------- | ---------------------- |
| Перемога  | 1–0   | Сер 2005 | Італія F24, Л'Аквіла              | Ф'ючерс               | Ґрунт    | Робін Гаасе            | Фредерік Нуссбаум Б.-Давід Руфер          | 6–4, 7–6(10–8)         |
| Поразка   | 1–1   | Вер 2005 | Нідерланди F4, Енсхеде            | Ф'ючерс               | Ґрунт    | Єссе Гута Ґалунґ       | Ральф Ґрамбов Саша Клер                   | без гри                |
| Поразка   | 1–2   | Лис 2005 | Ізраїль F1, Ашкелон               | Ф'ючерс               | Тверде   | Робін Гаасе            | Роман Веґелі Міхал Навратіл               | 6–7(2–7), 6–3, 2–6     |
| Поразка   | 1–3   | Лют 2006 | Хорватія F2, Загреб               | Ф'ючерс               | Тверде   | Робін Гаасе            | Петар Єленич Вилим Висак                  | 4–6, 6–4, 6–7(2–7)     |
| Перемога  | 2–3   | Тра 2006 | Іспанія F14, Льєйда               | Ф'ючерс               | Ґрунт    | Антал ван дер Дейм     | К. Рексач-Ітоїс Е. Руїс-Каденас           | 6–2, 7–6(7–2)          |
| Поразка   | 2–4   | Вер 2006 | Нідерланди F7, Алмере             | Ф'ючерс               | Ґрунт    | Єссе Гута Ґалунґ       | Тіємо де Баккер А. ван дер Дейм           | 6–4, 1–6, 4–6          |
| Перемога  | 3–4   | Лис 2006 | Луїсвілл, США                     | Челленджер            | Тверде   | Робін Гаасе            | Амер Деліч Роберт Кендрік                 | без гри                |
| Перемога  | 4–4   | Кві 2007 | Італія F10, Кремона               | Ф'ючерс               | Тверде   | Іван Церович           | Алехандро Фаббрі Габрієль Трухільйо Солер | 7–6(7–3), 6–4          |
| Поразка   | 4–5   | Тра 2007 | Італія F15, Парма                 | Ф'ючерс               | Ґрунт    | Тіємо де Баккер        | Альберто Бріцці Джанкарло Петраццуоло     | 6–1, 4–6, 3–6          |
| Поразка   | 4–6   | Сер 2007 | Віго, Іспанія                     | Челленджер            | Ґрунт    | Пабло Сантос           | Леонардо Аццаро Лямін Уахаб               | 6–2, 4–6, [7–10]       |
| Перемога  | 5–6   | Сер 2007 | Нідерланди F4, Влардінген         | Ф'ючерс               | Ґрунт    | Тіємо де Баккер        | Д. Спіренбюрґ С. Вейденбосх               | 6–4, 7–6(8–6)          |
| Поразка   | 5–7   | Жов 2007 | Франція F18, Ла-Рош-сюр-Іон       | Ф'ючерс               | Тверде   | Владимир Обрадович     | Рафаел Дюрек Лукаш Росол                  | 3–6, 2–6               |
| Поразка   | 5–8   | Лис 2008 | США F29, Гонолулу                 | Ф'ючерс               | Тверде   | Метт Рейд              | Джеймс Ладлоу Андреас Сільєстрем          | 0–6, 6–4, [4–10]       |
| Поразка   | 5–9   | Тра 2009 | Італія F8, Віченца                | Ф'ючерс               | Ґрунт    | Нік ван дер Мер        | Андрей Крачман Гільєрмо Каррі             | 1–6, 6–7(1–7)          |
| Поразка   | 5–10  | Кві 2010 | Афіни, Греція                     | Челленджер            | Тверде   | Робін Гаасе            | Рік де Вуст Лу Єн-Сун                     | 3–6, 4–6               |
| Перемога  | 6–10  | Лис 2010 | Аахен, Німеччина                  | Челленджер            | Килим    | Рубен Бемельманс       | Джеймі Дельгадо Джонатан Маррей           | 6–4, 3–6, [11–9]       |
| Поразка   | 6–11  | Вер 2011 | Алфен, Нідерланди                 | Челленджер            | Ґрунт    | Матве Мідделкоп        | Тіємо де Баккер А. ван дер Дейм           | 4–6, 7–6(7–4), [6–10]  |
| Перемога  | 7–11  | Жов 2013 | Монс, Бельгія                     | Челленджер            | Тверде   | Єссе Гута Ґалунґ       | Ерік Буторак Равен Класен                 | 4–6, 7–6(7–2), [10–7]  |
| Поразка   | 7–12  | Бер 2018 | Франція F4, Тулуза                | Ф'ючерс               | Тверде   | Ботік ван де Зандсхюлп | Dan Added Альбано Оліветті                | 3–6, 5–7               |
| Перемога  | 8–12  | Лют 2019 | M15 Каарст, Німеччина             | Світовий тенісний тур | Килим    | Ботік ван де Зандсхюлп | Матс Розенкранц Марк Вайтгаус             | 6–4, 6–4               |
| Перемога  | 9–12  | Бер 2019 | M15 Шарм-еш-Шейх, Єгипет          | Світовий тенісний тур | Тверде   | Ботік ван де Зандсхюлп | С Д Праджвал Дев Аділ Кальянпур           | 7–6(10–8), 2–6, [10–6] |
| Перемога  | 10–12 | Тра 2019 | M25 Прієдор, Боснія і Герцеговина | Світовий тенісний тур | Ґрунт    | Ботік ван де Зандсхюлп | Любомир Челебич Нерман Фатич              | 3–6, 6–3, [10–4]       |
| Поразка   | 10–13 | Жов 2020 | M25+H Родез, Франція              | Світовий тенісний тур | Тверде   | Ґленн Смітс            | Садіо Думбія Фаб'ян Ребуль                | 3–6, 5–7               |
| Перемога  | 11–13 | Лип 2021 | Пособланко, Іспанія               | Челленджер            | Тверде   | Тім ван Рейтговен      | Дієго Ідальго Серхіо Мартос Горнес        | 5–7, 7–6(7–4), [10–5]  |

## Досягнення
| W | Ф | ПФ | ЧФ | #Р | КТ | К# | DNQ | A | NH |

### Одиночний розряд
| Турнір                                 | 2009 | 2010 | 2011 | 2012 | 2013 | 2014 | 2015 | 2016 | 2017 | 2018 | 2019 | 2020 | 2021 | SR     | В-П  | % перемог |
| -------------------------------------- | ---- | ---- | ---- | ---- | ---- | ---- | ---- | ---- | ---- | ---- | ---- | ---- | ---- | ------ | ---- | --------- |
| Турніри Великого шлему                 |      |      |      |      |      |      |      |      |      |      |      |      |      |        |      |           |
| Відкритий чемпіонат Австралії з тенісу |      | К2р  | К1р  | К3р  | 1р   | 1р   | 1р   | К2р  |      |      |      |      |      | 0 / 3  | 0–3  | 0%        |
| Відкритий чемпіонат Франції з тенісу   |      | К1р  | К1р  | 1р   | 2р   | 1р   | 1р   | 2р   | К1р  |      |      |      |      | 0 / 5  | 2–5  | 29%       |
| Вімблдонський турнір                   |      |      | 1р   |      | 3р   | 1р   | 1р   | 1р   |      |      |      | NH   |      | 0 / 4  | 2–4  | 33%       |
| Відкритий чемпіонат США з тенісу       | К2р  | К3р  | К2р  | 2р   | 1р   | 1р   | К1р  |      | К1р  |      |      |      |      | 0 / 3  | 1–3  | 25%       |
| В-П                                    | 0–0  | 0–0  | 0–1  | 1–2  | 3–4  | 0–4  | 0–3  | 1–2  | 0–0  | 0–0  | 0–0  | 0–0  | 0–0  | 0 / 16 | 5–16 | 24%       |
| Тур ATP Мастерс 1000                   |      |      |      |      |      |      |      |      |      |      |      |      |      |        |      |           |
| Indian Wells Open                      |      |      |      |      | 1р   | 1р   | 2р   |      |      |      |      | NH   |      | 0 / 3  | 1–3  | 25%       |
| Відкритий чемпіонат Маямі з тенісу     |      |      | К1р  |      | 2р   | 1р   |      |      |      |      |      |      |      | 0 / 2  | 1–2  | 33%       |
| Мастерс Монте-Карло                    |      |      |      |      |      | 1р   |      |      |      |      |      | NH   |      | 0 / 1  | 0–1  | 0%        |
| Мастерс Мадрид                         |      |      |      |      | К1р  | 2р   |      |      |      |      |      | NH   |      | 0 / 1  | 1–1  | 50%       |
| Мастерс Рим                            |      |      |      |      |      | 2р   |      |      |      |      |      |      |      | 0 / 1  | 1–1  | 50%       |
| Мастерс Цинциннаті                     |      |      |      | К1р  |      |      |      |      |      |      |      |      |      | 0 / 0  | 0–0  | –         |
| Мастерс Париж                          |      |      |      | 2р   | 1р   | К2р  |      |      |      |      |      | NH   |      | 0 / 2  | 1–2  | 33%       |
| В-П                                    | 0–0  | 0–0  | 0–0  | 1–1  | 1–3  | 2–5  | 1–1  | 0–0  | 0–0  | 0–0  | 0–0  | 0–0  | 0–0  | 0 / 10 | 5–10 | 33%       |

### Парний розряд
| Турнір                                 | 2010 | 2011 | 2012 | 2013 | 2014 | 2015 | 2016 | SR     | В-П  | % виграшів |
| -------------------------------------- | ---- | ---- | ---- | ---- | ---- | ---- | ---- | ------ | ---- | ---------- |
| Турніри Великого шлему                 |      |      |      |      |      |      |      |        |      |            |
| Відкритий чемпіонат Австралії з тенісу |      |      |      | Ф    | 1р   | 1р   |      | 0 / 3  | 5–3  | 63%        |
| Відкритий чемпіонат Франції з тенісу   |      |      |      | 1р   | 2р   |      |      | 0 / 2  | 1–2  | 33%        |
| Вімблдонський турнір                   |      |      |      | 1р   | 2р   |      | К1р  | 0 / 2  | 1–2  | 33%        |
| Відкритий чемпіонат США з тенісу       |      |      | 1р   | 1р   | 2р   |      |      | 0 / 3  | 1–3  | 25%        |
| В-П                                    | 0–0  | 0–0  | 0–1  | 5–4  | 2–3  | 0–1  | 0–0  | 0 / 10 | 8–10 | 44%        |